# Agraulis vanillae
Agraulis vanillae (лат.) — дневная бабочка-геликонида из семейства нимфалид.

## Описание

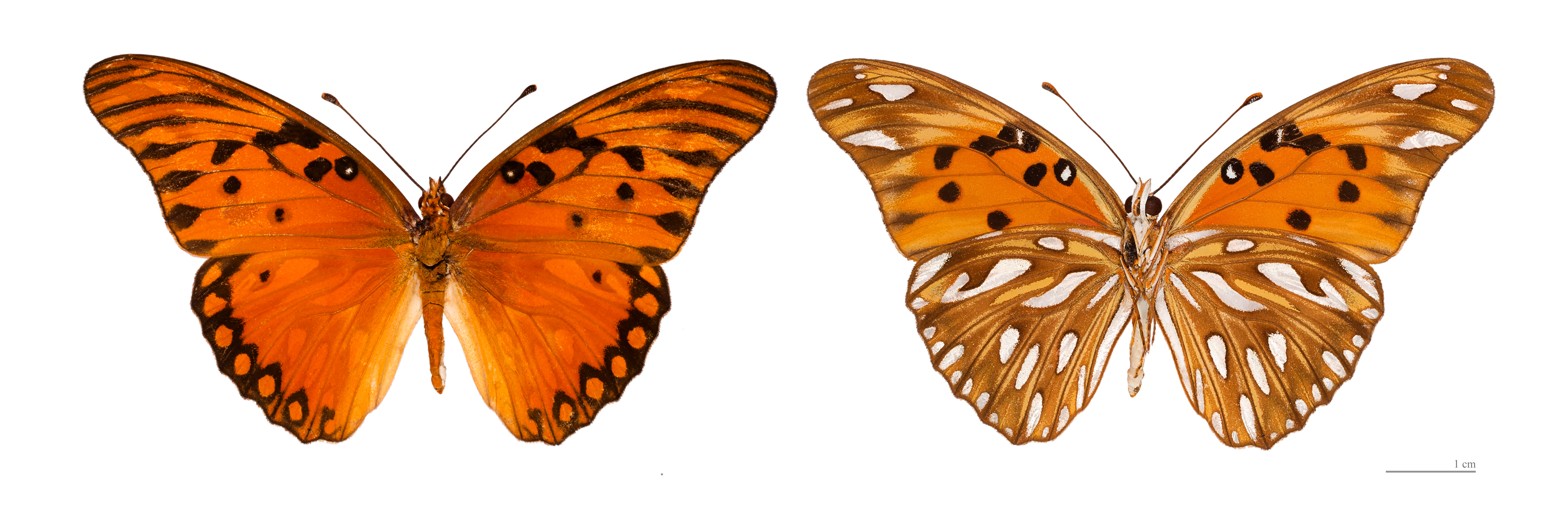
Agraulis vanillae vanillae, самец, вид сверху и снизу

Длина передних крыльев бабочек от 31 до 36 мм. От близкого вида Agraulis insularis отличается редукцией или отсутствием постдискального чёрного пятна на верхней стороне переднего крыла.
Яйца усеченные конической формы, верхняя сторона немного выгнута, боковые части более или менее выпуклые. На поверхности имеются 14 прямых ребра, которые пересечены примерно 11 бороздками.
Является одним из вредителей маракуйи.

## Распространение
Встречается в Северной и Южной Америке от юга США до Уругвая и севера Аргентины.